# Monasterio de Santa Clara (Quito)
El Monasterio de Santa Clara de Asís es un monasterio de clausura para monjas clarisas fundado en 1596y está ubicado en el Centro Histórico de Quito entre las calles Rocafuerte y Cuenca, en el lado occidental de la plaza homónima.
Es el tercer monasterio más antiguo de la ciudad. luego del de la Inmaculada Concepción (1577) y el de Santa Catalina de Siena (1592) Es además el más grande de los seis monasterios femeninos de Quito.

## Historia

### Antecedentes
Luego de la fundación española de la ciudad de Quito, los terrenos al este de la Plazuela de Alonso Casco (actual Plaza de Santa Clara). fueron parcelados y ocupados por las casas de algunos de los nuevos habitantes de la ciudad. Hacia la década de los 1590s, mirando hacia la Calle de la Cantera (actual Calle Rocafuerte), se levantaban las casas de Francisco López y Francisco del Castillo En la esquina formada por la actual Calle Rocafuerte con la actual Calle Cuenca había una gran casa perteneciente a Alonso de Aguilar. Finalmente, junto a esta y mirando únicamente hacia la actual Calle Cuenca, había una casa más pequeña del mismo propietario Estas cinco casas fueron vendidas y formaron la base para la construcción del nuevo monasterio
Como queda dicho, el conquistador, y más tarde albañil o arquitecto empírico, Alonso de Aguilar entregó las dos casas que ocupaban el lado occidental de la Plazuela de Alonso Casco. La más grande de ellas, una casa esquinera de unos 6 800 m², ubicada entre las actuales calles Rocafuerte y Cuenca, se vendió el 15 de mayo de 1596 ante el escribano Pedro de Robles Solo pocos días después, el 26 de mayo de 1596, Alonso de Aguilar también entregó una segunda casa, de aproximadamente 4 200 m², que se encontraba al sur de la primera y que miraba hacia la actual Calle Cuenca

### Fundación
Una primera fundación se hizo el 18 de mayo de 1596 por doña Francisca de la Cueva. (también llamada Francisca Docampo), viuda del capitán Juan López de Galarza. Sin embargo, este primer intento se hizo sin seguir los debidos procedimientos civiles y eclesiásticos. En particular, no se contaba con la licencia del Rey ni del obispo, y su fundadora tenía mantenía ciertos litigios por deudas De manera que el obispo declaró nulo este primer intento de establecer el monasterio. Se tuvo que esperar todavía unos meses más para poder hacer la fundación oficial Finalmente, esta se dio el 19 de noviembre del mismo año luego de que el obispo Luis López Solís le concediera la autorización

### Terremoto de Ibarra (1868)
El terremoto de Ibarra de 1868 afectó considerablemente las edificaciones de Quito. Entre ellas, el monasterio de Santa Clara fue gravemente afectado pues se derrumbó el campanario y colapsaron sus cúpulas.

## Cúpulas

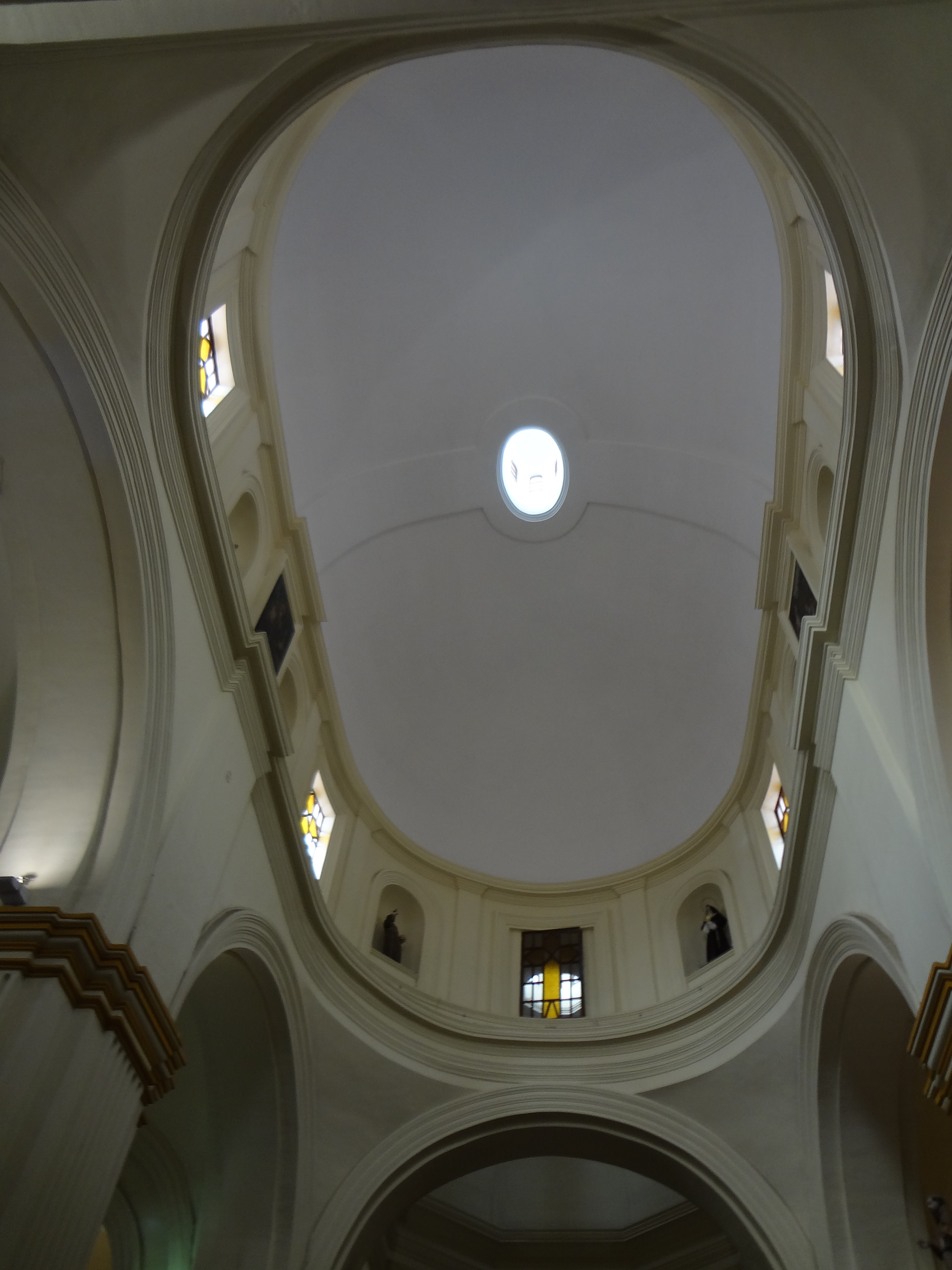
Vista interior de la cúpula elíptica sobre la nave central de la iglesia conventual, diseñada por Antonio Rodríguez

A mediados del siglo XVII, luego de un temblor que afectó la estructura primitiva, se contrató al arquitecto franciscano fray Antonio Rodríguez quien se encargó de la construcción de la iglesia actual. Él fue el responsable del juego de cúpulas, linternas y cupulines que se aprecian en la actualidad De entre estos elementos el que más destaca es la cúpula oblicua central (también llamada cúpula oval o alargada), única en su tipo en la ciudad. Este arquitecto también fue responsable de otras construcciones como la del Santuario de Guápulo, El Sagrario, la Capilla de Villacís en el Convento de San Francisco, etc.
La característica cúpula central se inscribe en una planta rectangular. Es tan amplia que llega a cubrir gran parte de la iglesia del monasterio. En particular, sus dimensiones son aproximadamente de 15 m de largo x 8 m de ancho, y se encuentra a una altura de aproximadamente 18 m.

## Portadas
Las dos grandes portadas que se erigen a un costado de la iglesia son de piedra volcánica. Cada una está conformada por un tímpano historiado que descansa sobre dos pilastras de capiteles corintios que enmarcan una puerta de madera.

El tímpano de la portada norte incluye una representación de la Coronación de la Virgen, rodeada de ángeles. Por otra parte, el tímpano de la portada sur muestra a Santa Clara acompañada por dos santos

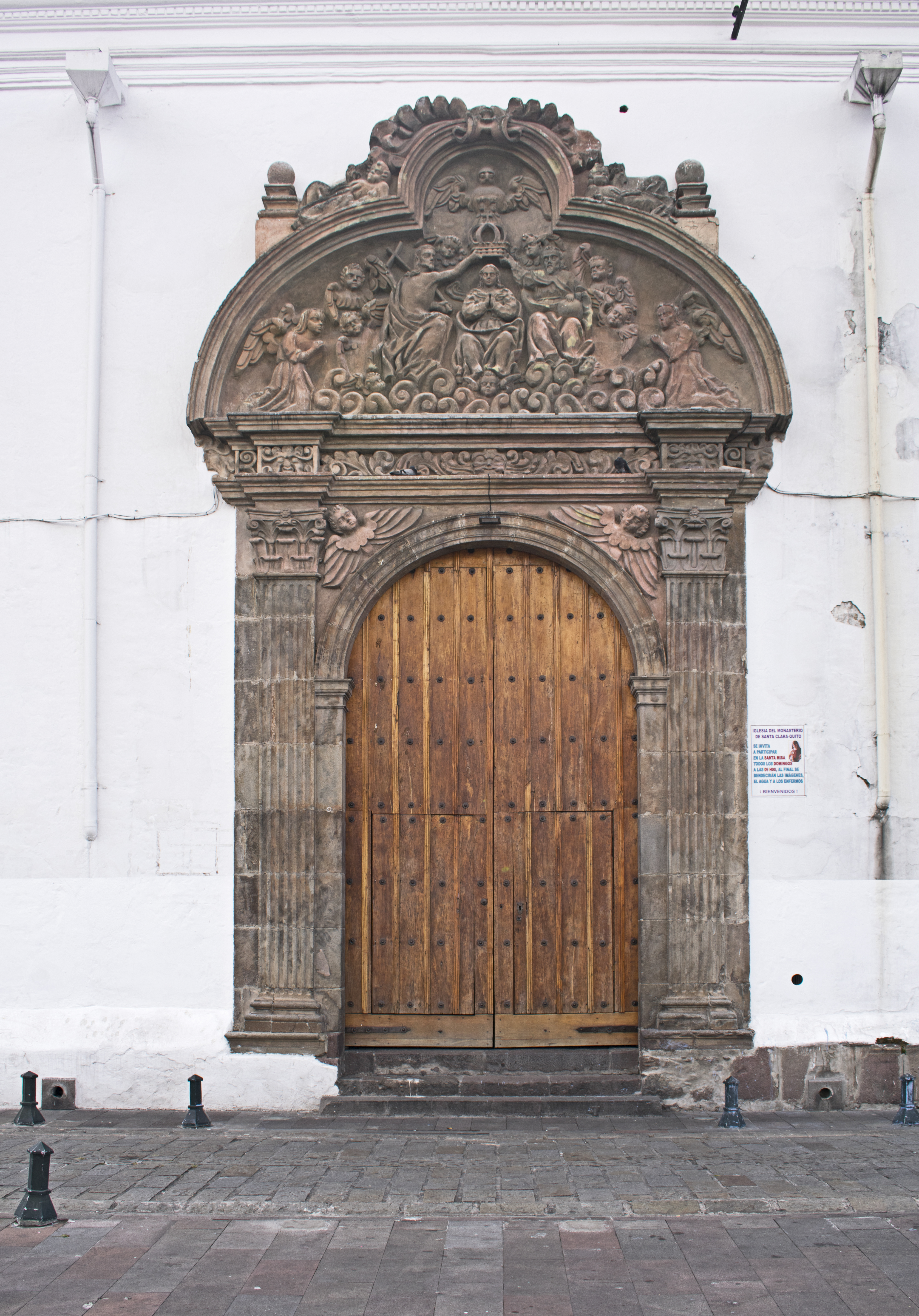
Portada lateral norte.
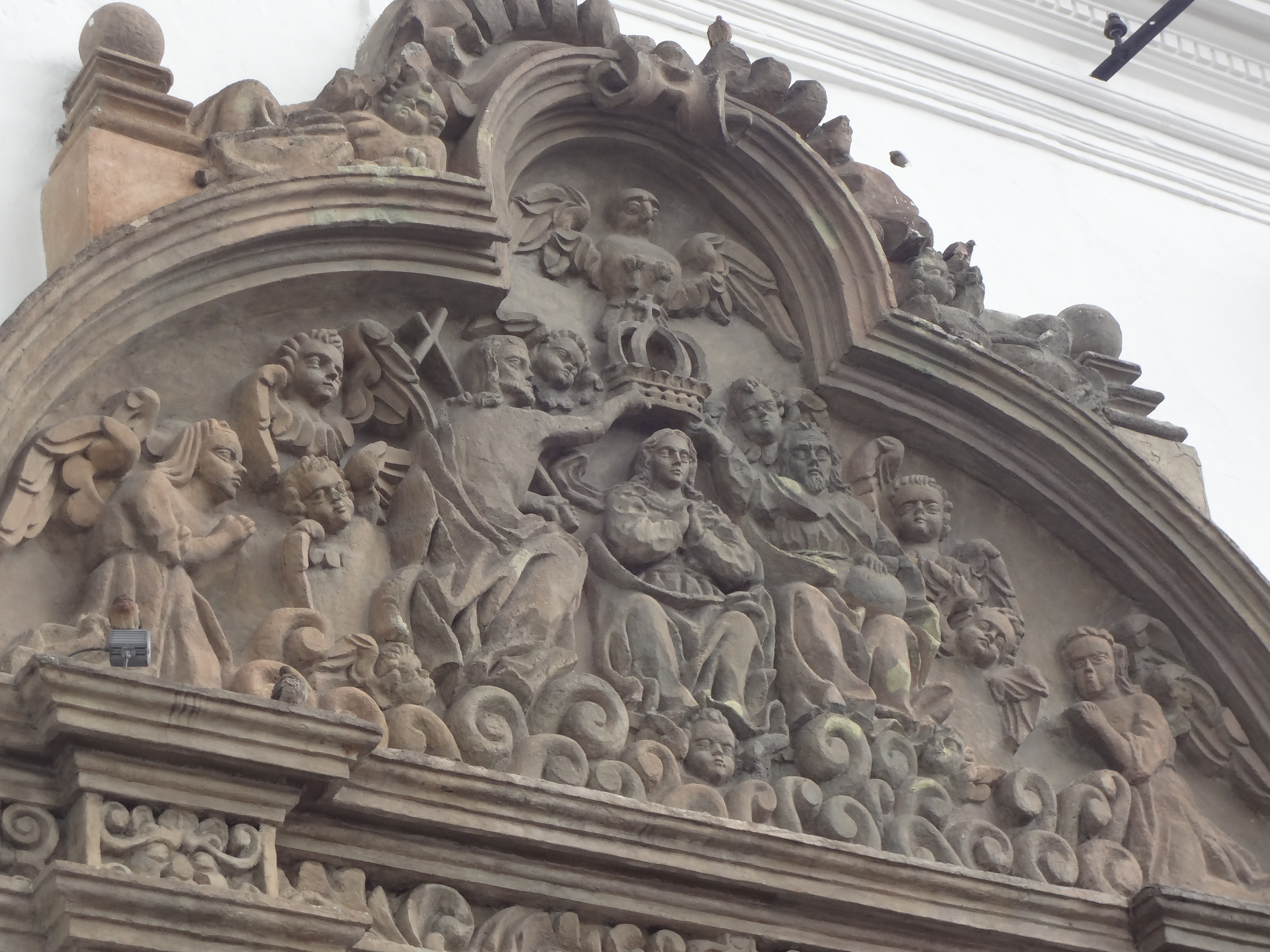
Portada norte, detalle del tímpano con la Coronación de la Virgen
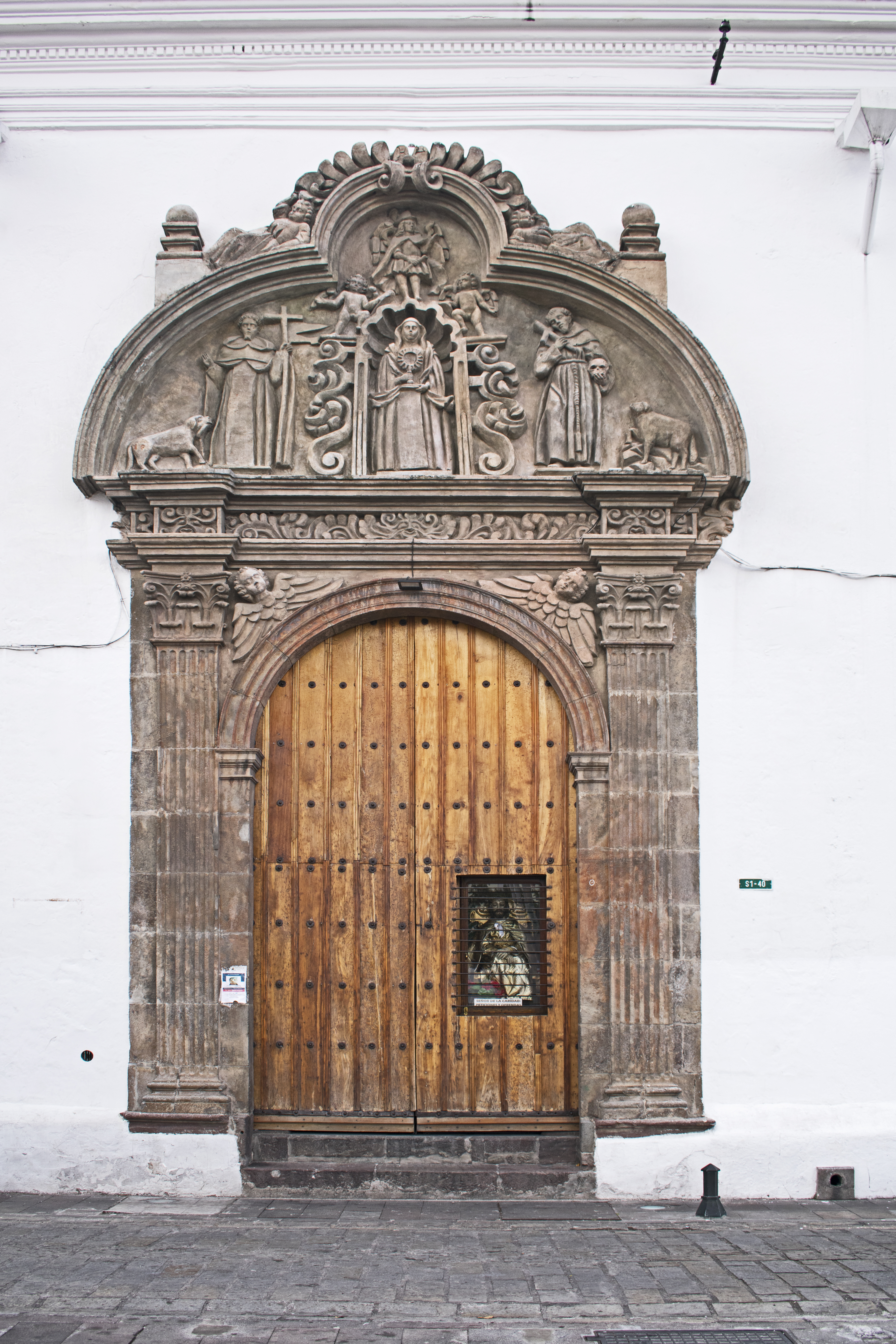
Portada lateral sur.
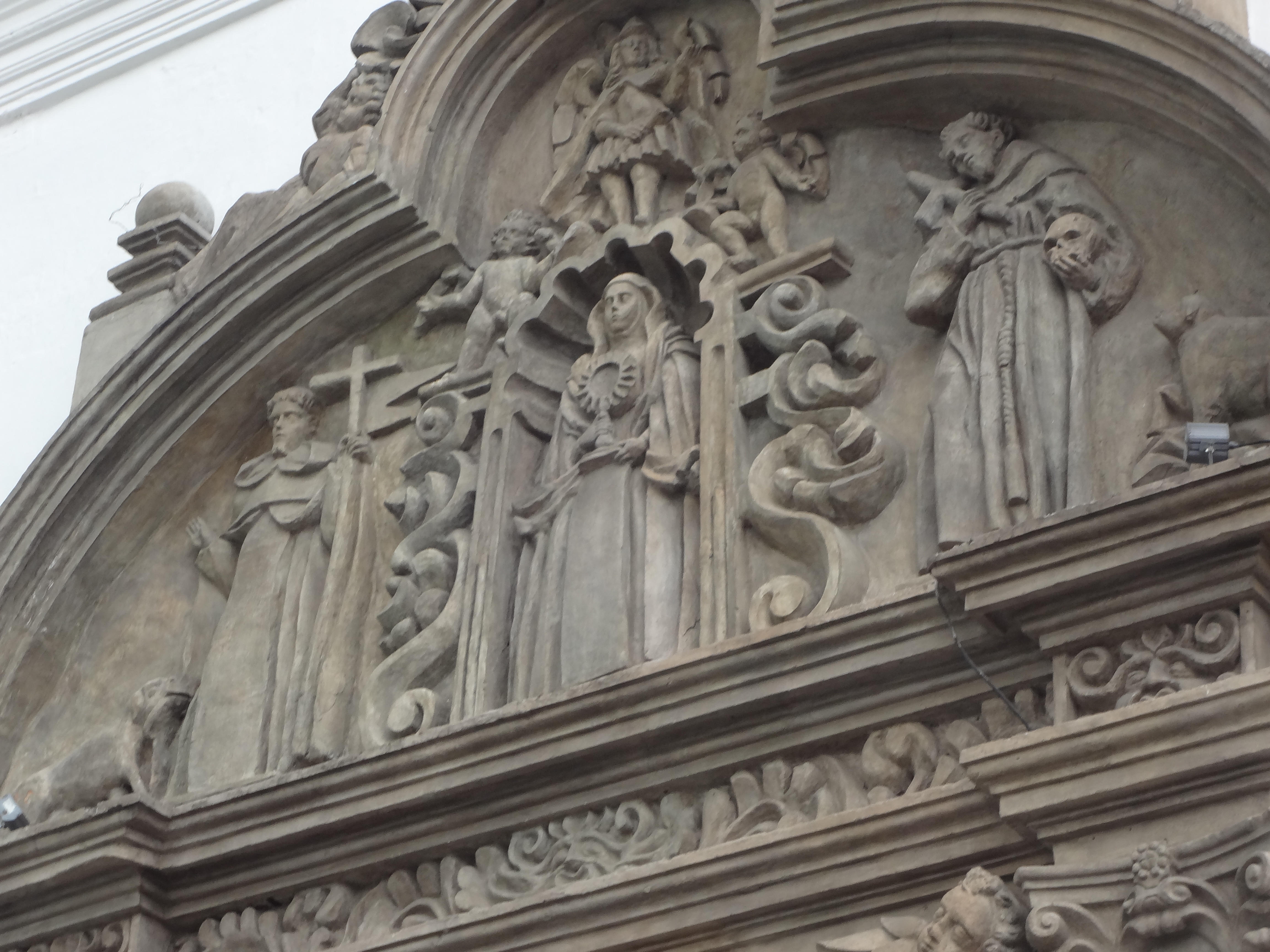
Portada sur, detalle del tímpano. Santa Clara acompañada de dos santos.

## Galería

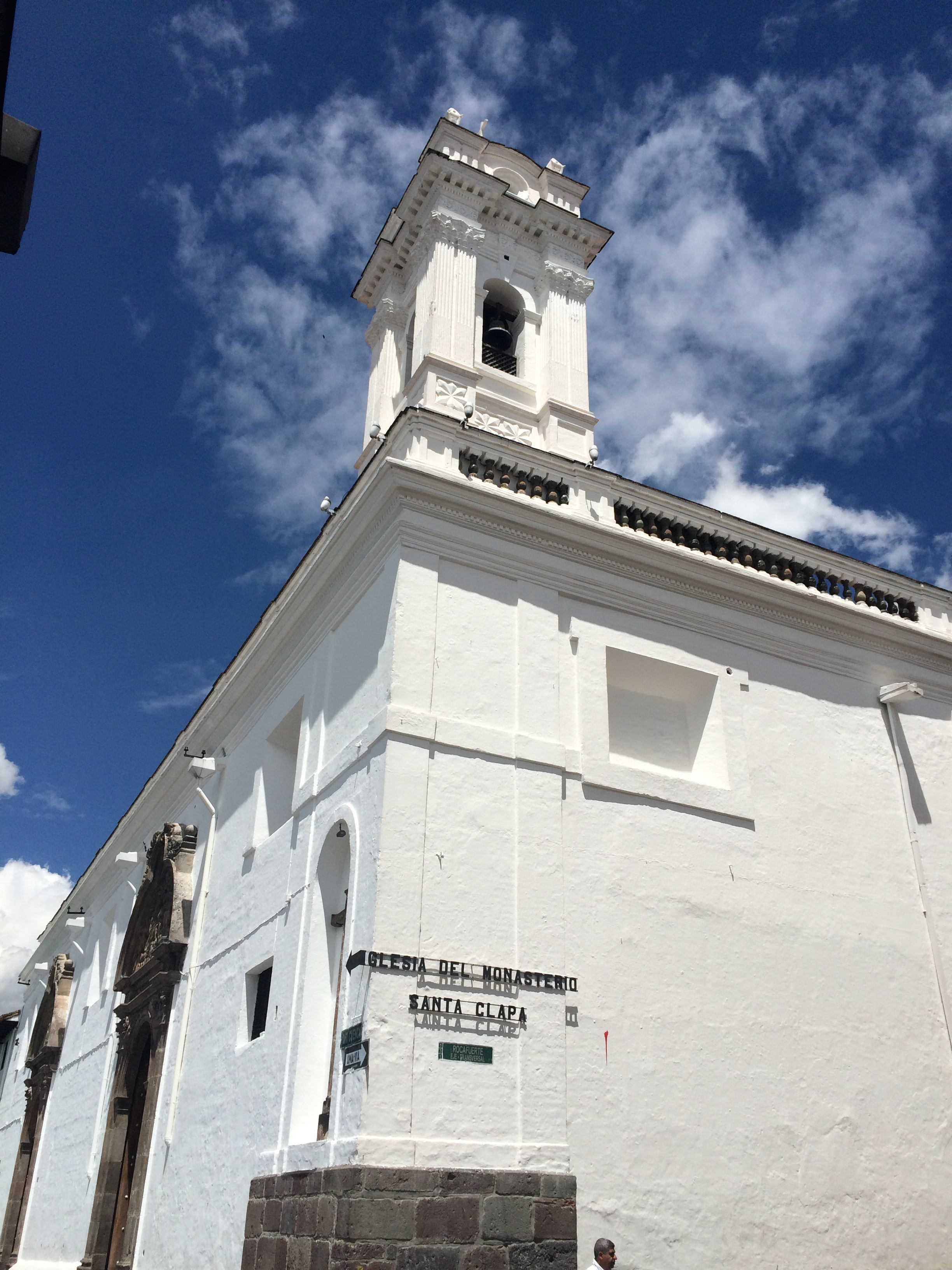
Torre reconstruida en el s. XIX.
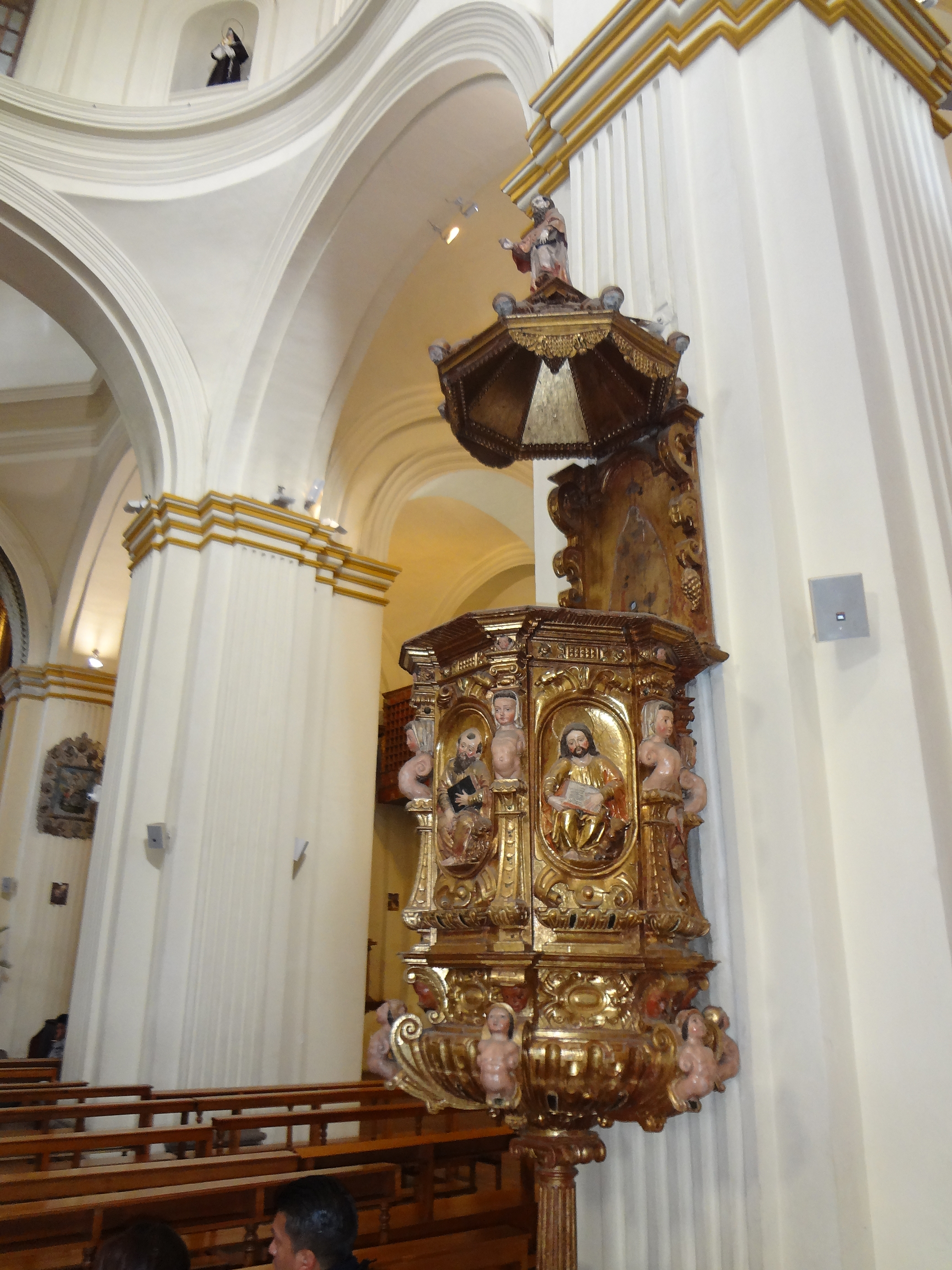
Púlpito.
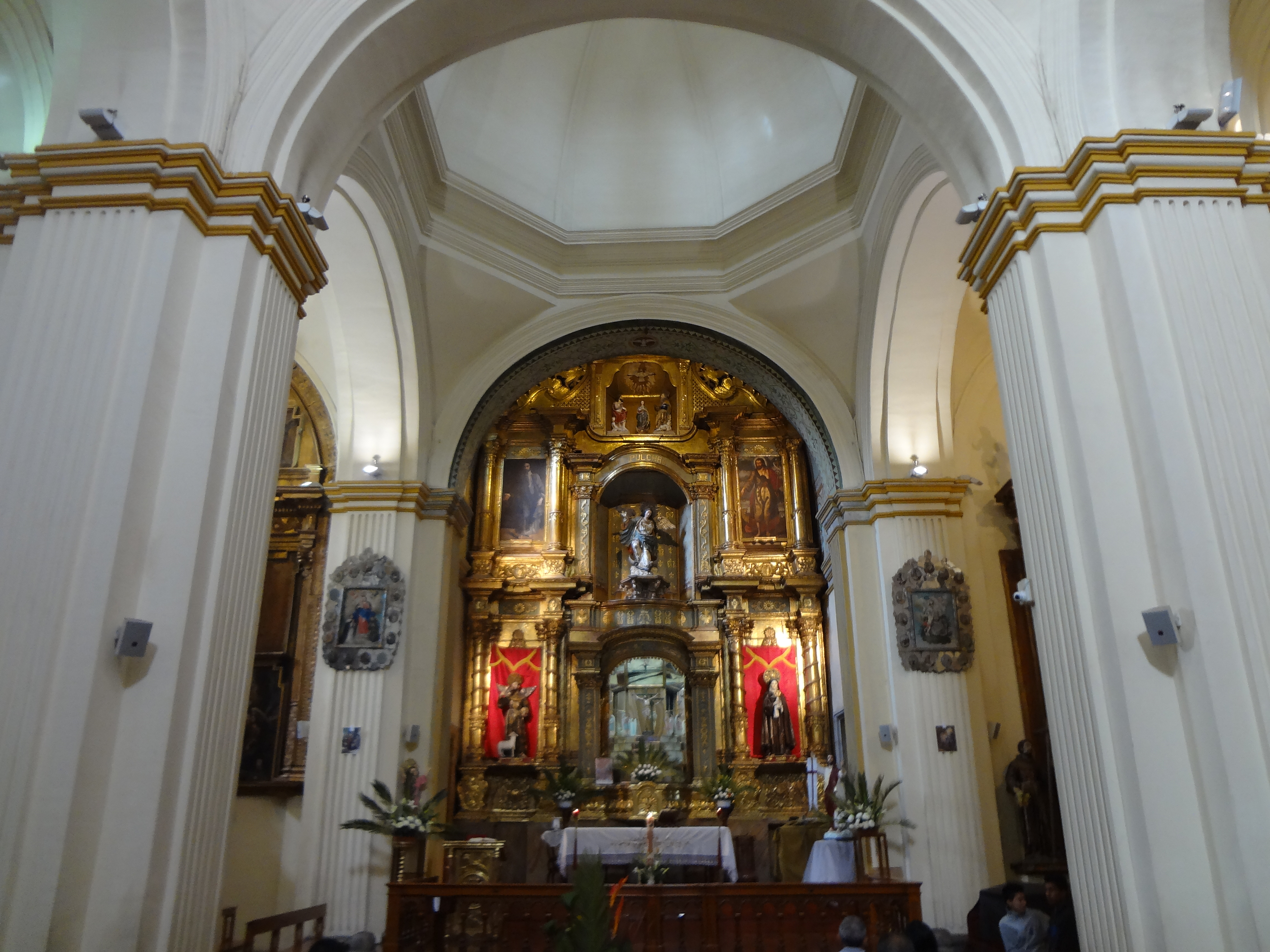
Altar mayor y cúpula ochavada.